# 吉耶曼
吉耶曼（法語：Guillemins，法語發音：[ɡijmɛ̃]）是比利时列日省列日的街区，位于默兹河畔，中央街区以南，是吉耶曼火车站的所在地。